# Whitfield County
Whitfield County is een county in de Amerikaanse staat Georgia.
De county heeft een landoppervlakte van 751 km² en telt 83.525 inwoners (volkstelling 2000). De hoofdplaats is Dalton.